# Aladdin X (プロジェクター)
Aladdin X（アラジン エックス）は、Aladdin X株式会社が提供するプロジェクター、スピーカー、LEDシーリングライトの3in1プロジェクター。

## 概要
popIn株式会社の程涛が開発し、ブランド名「popIn Aladdin」は「アラジンの魔法のランプ」から採った。2017年10月からクラウドファンディング「KICKSTARTER」と「Makuake」で計9,200万円余を得て、2018年4月にVAIO株式会社へ製造委託し、2018年11月1日に大手量販店とAmazonで発売した。
2018年度グッドデザイン賞、KIDS DESIGN AWARD、All About「家電アワード2018」LEDシーリングライト部門、それぞれを受賞する。
2019年6月21日に、累計2万台販売、ユーザーID「Aladdin ID」で有料課金サービスを開始、「デラ」、「ナショナルジオグラフィック」、「U-NEXT」と提携など事業報告した。
2022年8月にハードウェア事業を中国のプロジェクターメーカーXGIMIへ売却し、XGIMIは同事業をAladdin X株式会社へ移した。2022年12月に「popIn Aladdin 2 Plus」を改良し、商品名を「Aladdin X2 Plus」に変更した。
2023年10月に超短焦点プロジェクター「Aladdin Marca（アラジン マルカ）」を発売した。